# Manuel Cardona Castro
Manuel Cardona Castro (Barcelona, 7 de septiembre de 1934 - Stuttgart, 2 de julio de 2014) fue un físico español, especializado en física del estado sólido. Sus investigaciones más destacadas fueron en el estudio de los superconductores y la interacción de la radiación electromagnética con los materiales semiconductores.

## Biografía
En 1955 se licenció en ciencias físicas por la Universidad de Barcelona, recibiendo el premio nacional al mejor historial académico de todas las facultades españolas de ciencias. En 1956 obtuvo una beca para trabajar como graduado en la Universidad de Harvard, donde comenzó a desarrollar su tesis, con la que obtendría el doctorado por la Universidad de Madrid en 1958. Continuó trabajando y al año siguiente consiguió otro doctorado, esta vez por la Universidad de Harvard.
Después de trabajar para los Laboratorios RCA entre 1959 y 1964, ejerció de docente en las universidades norteamericanas de Brown (1964-1971) y Pensilvania (1963), así como en la Universidad de Buenos Aires (1965). En 1971 fue nombrado director del recién creado Instituto Max Planck de Investigación sobre Física del Estado Sólido en Stuttgart, Alemania.
Fue además miembro del Consejo Revisor para Física de la Materia Condensada de la Fundación Nacional Alemana de la Ciencia, del Consejo de la Sociedad Alemana de Física, del Consejo Científico de DESY (Hamburgo), y de la Academia de Ciencias de Estados Unidos y la de Barcelona, entre otras instituciones.

## Honores
- 1988, Premio Príncipe de Asturias de Investigación Científica y Técnica, junto con el físico mexicano Marcos Moshinsky.[2]
- 2003, Medalla Matteucci.[3]
- 2004, Medalla Blaise Pascal.[4]
- 1987, Miembro, Academia de Ciencias de Estados Unidos
- 2008, Miembro, Accademia Nazionale dei Lincei (de los Linces), Italia
- 2009, Miembro, Real Sociedad del Canadá
- 1985-2010, 11 doctorados honoris causa
- 2010 Honoris causa 2010-08-23 México CINVESTAV IPN
- 2012 Premio Luis Federico Leloir Argentina
- 2012 Premio Klemens Conferencia Sobre Fonones, Ann Arbor Míchigan

## Obra
Manuel Cardona fue autor de más de mil doscientos artículos científicos, y de las siguientes monografías:
- 1969, Espectroscopía de Modulación
- Dispersión de la luz en sólidos (9 volúmenes)
- Fotoemisión en sólidos (2 volúmenes)
- 2010, Fundamentals of Semiconductors, (4ª edición)